# 永谷宗円
- 永谷宗圓

永谷 宗円（ながたに そうえん、天和元年〈1681年〉 - 安永7年5月17日〈1778年6月11日〉）あるいは永谷 宗七郎（ながたに そうしちろう）は、日本の江戸時代の庄屋、茶業家である。青製煎茶製法を開発し、現代の煎茶の基礎を築いた。死後その功績が讃えられ、1924年（大正13年）には従五位下に叙せられ、1954年（昭和29年）には湯屋谷にある大神宮神社に合祀され「茶宗明神」として崇拝されている。

## 名前
宗円ははじめ行弘という名であったが、通常は宗七郎の通称を用いていたとされる。晩年に出家した際に宗円と号し、名を義弘と改めた。

## 生涯

### 出自

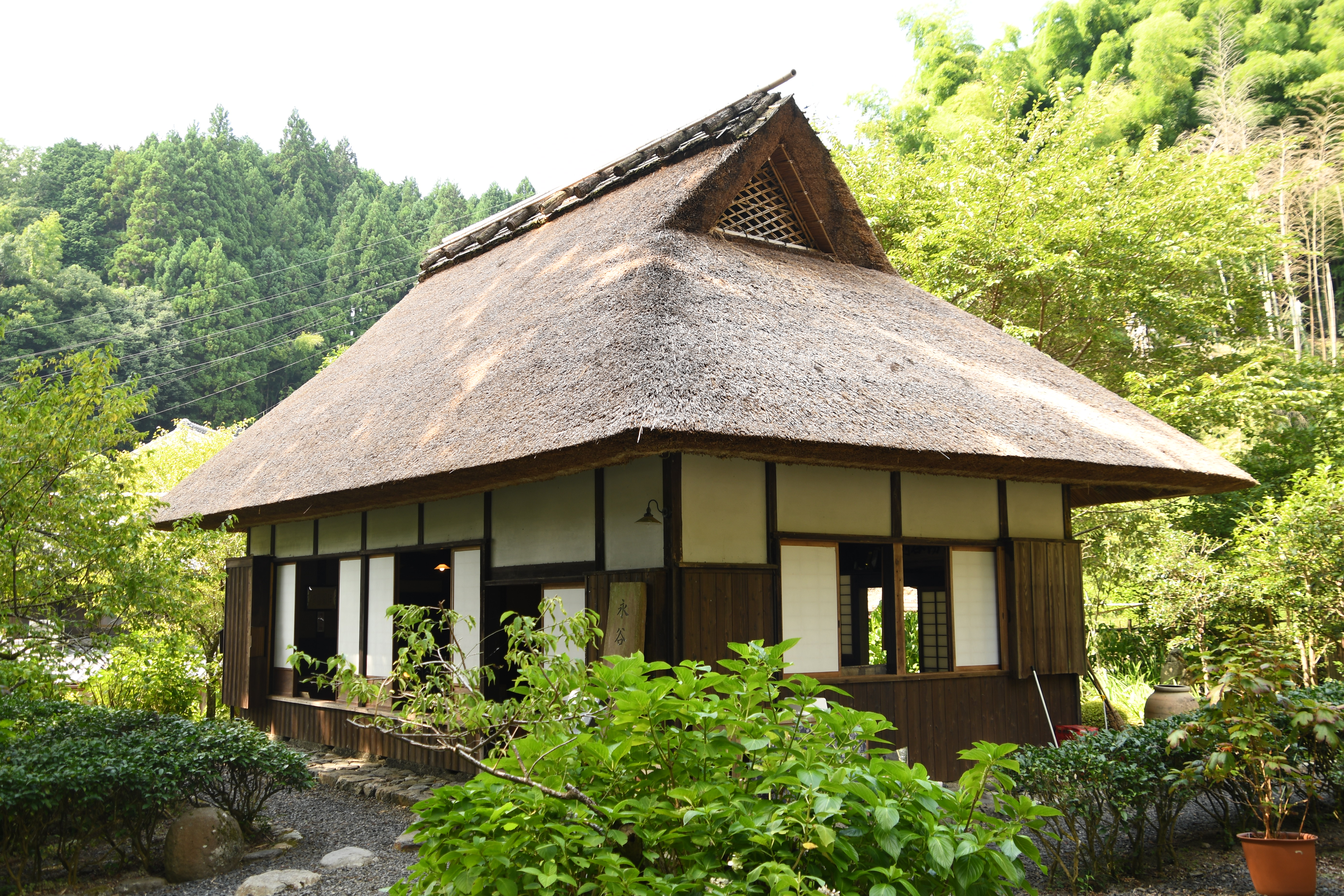
再建された母屋

永谷家は代々、苗字帯刀を許された名家であり、湯屋谷にある小村の庄屋を務めてきた。永谷家の庭には古い一株の茶樹が植えられており、その大きさから遠方からも訪れる人が絶えず、「一樹園」の名で知られるようになった。この茶樹はすでに枯死しているが、幹が切り株として保存されている。宗円の家は「永谷宗円生家」として存在しているが、1922年（大正11年）に一度取り壊され、1960年（昭和35年）に再建されたものである。
祖先にあたる永谷家弘が湯屋谷村に移り住んで以来、茶園を拓いて茶業を家業としてきたようである。

### 青製煎茶製法開発まで
宗円は茶業の傍ら、庄屋として村にある田地の土地改良に取り組んでいた。田原郷（現綴喜郡宇治田原町）、和束郷（現相楽郡和束町）などにある田地は深い水田があり、干ばつの年には稲穂が実るものの、雨が多く降る年には実らず、村が困窮していた。これに私財を投じて排水を改善させたことで収量が安定するようになったため、宗円は郷人から「干田明神」と呼ばれるようになったという。
その後力を入れたのが、当時すでに存在していた抹茶と同様の美しい緑の煎茶をつくり出すことである。煎茶自体は当時から存在していたが、現代のものとは異なり、文字通り煎じ煮だして用いる番茶のようなものであった。
宗円はまず、従来の煎茶が新旧の葉が混ざっていたり、硬葉や老葉まで含まれていることに着目した。これを抹茶と同様に新芽のみを摘採するようにした。つづいて、摘み取った茶葉を煮る方法から抹茶と同じく蒸す方法に変更した。さらに、従来は茶葉を自然乾燥させていたのを焙炉上で揉みながら乾燥させる方法をとったのである。かくして15年ほどの年月を経て、1738年（元文3年）ついに青製煎茶製法が完成したのであった。

### 煎茶の普及
宗円の活躍は新たな煎茶の発明にとどまらず、その販路の開拓にまで及んだ。宗円はこの煎茶を京都ではなく、江戸へ持ち込むこと考えた。これは、経済・文化の双方で成長が著しかった大消費地である江戸において、「京もの」がもてはやされていたという背景があった。

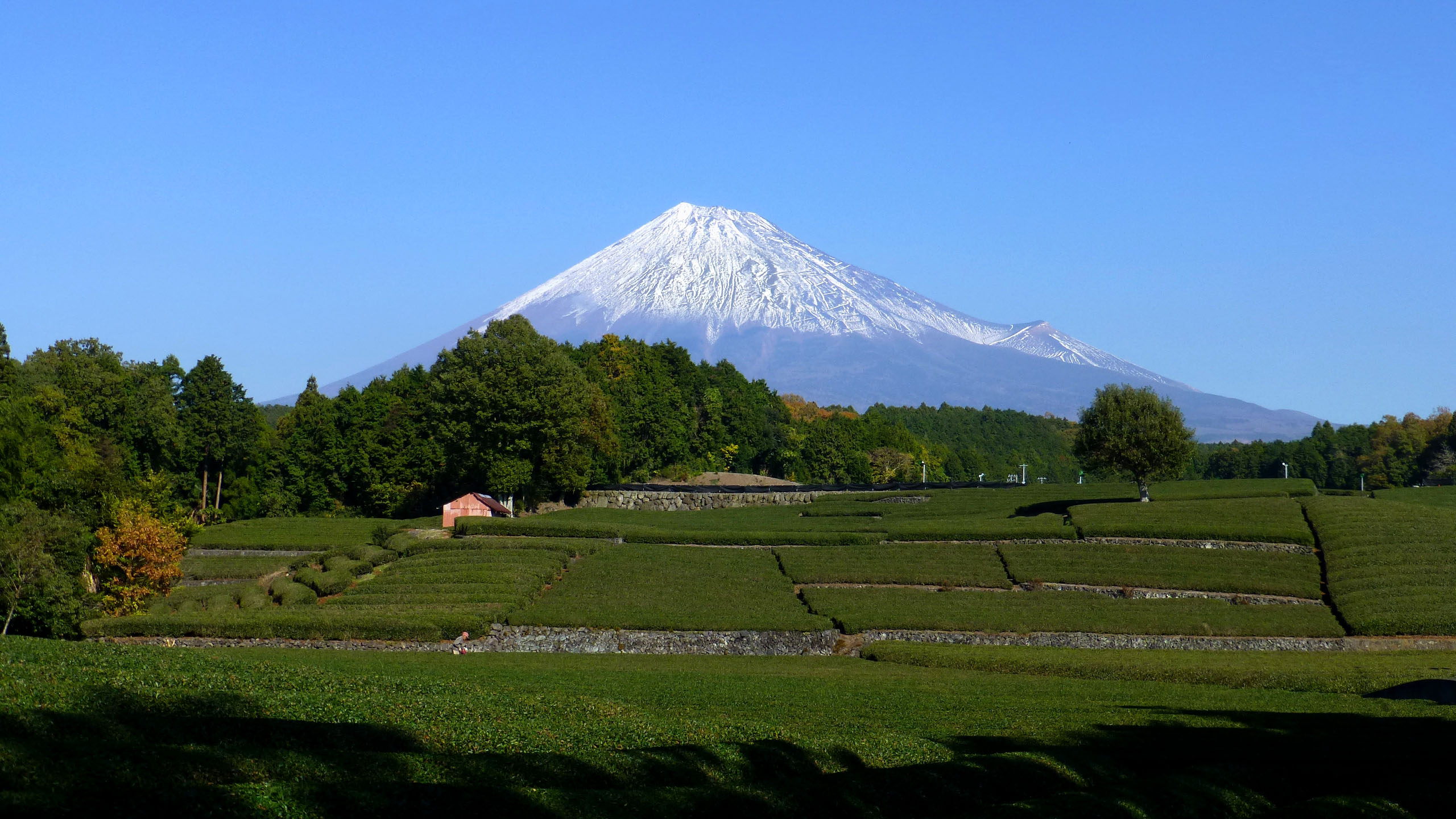
茶園から見える富士山

江戸への道中で、宗円は58歳にしてかねてからの宿願であった富士登山に挑戦した。同村の藤田権左衛門もまた富士登山を希望しており、富士山まで旅に同行した。山頂では富士の山神に煎茶を供え、これが世に広まり、国や民に利益をもたらすことを願ったという。
江戸に到着した宗円は、主な茶商に試売を頼みに行った。京都の商家を出自にもつ日本橋の山本嘉兵衛（後の山本山）は品質の高さを評価し、率先してこの煎茶を販売した。その後、嘉兵衛は湯屋谷に茶園をつくらせ、そこの茶問屋と強固な関係を結んだ。嘉兵衛は「天上」または「天下一」と銘打って宗円の煎茶を売り出し、江戸で評判となった。嘉兵衛の名声は煎茶製法の普及とともに高められたので、1875年（明治8年）に至るまで、山本家から永谷家へ毎年25両もの小判が贈られた。山本嘉兵衛家に遺る旧記には以下の記述があり、宗円の煎茶の評判をうかがい知ることができる。
1742年（寛保2年）、煎茶道の始祖ともいわれる売茶翁が宗円を訪ねた。売茶翁は宗円の煎茶の味に大いに満足し、一晩中茶事を談じたという。『永谷伊八家旧記』には、売茶翁が以下のように茶を評したと記されている。

### 死去
1778年（安永7年）5月17日（グレゴリオ暦6月11日）、98歳にしてこの世を去った。村の共同墓地とは別に、宗円の家の付近に墓が建てられた。戒名は「定得院生誉到岸即応宗円居士」。

## 死後
生前製法を積極的に公開したものの、一般社会、とりわけ上流社会では抹茶が重宝され、煎茶は顧みられなかった。いかに宗円の煎茶が優秀で、江戸での販路開拓に成功しても、急激に需要を伸ばすことは困難であった。文化文政時代にようやく製法が全国に波及したのである。
死後その功績が讃えられ、1924年（大正13年）には従五位下に叙せられた。1954年（昭和29年）には湯屋谷にある大神宮神社に合祀され「茶宗明神」として崇拝されている。
また、1923年（大正12）年には宗円の功績をまとめた書籍『日本喫茶史要・日本煎茶創始者永谷翁』が出版されている。
2018年（平成30年）には、宇治田原町湯屋谷に交流拠点施設「宗円交遊庵やんたん」がオープンした。これは、使用されていなかった地区の共同製茶工場を宇治田原町が約9,000万円かけて全面改装したものである。「やんたん」は地元の方言で、昔から湯屋谷のことを指している。

### 子孫
宗円の子孫の一人に、永谷園創業者の永谷嘉男がいる。永谷園は、宗円の命日にちなんで5月17日を「お茶漬けの日」に制定している。また別の子孫は、六地蔵で「永谷宗園茶店」を営んでいる。

## 評価
17世紀後半から苦境に立たされていた宇治茶業に新しい展開を見せたのが、宗円による青製煎茶製法の開発とされている。1611年（永禄16年）の検地以降高率の年貢をかけられ、さらに物価や人件費が高騰するなか、碾茶価格は1642年（元禄11年）から固定され、採算が合わなくなっていた。それに拍車をかけるように、1698年（元禄11年）に宇治の市街が大火に見舞われた。これを受けて、特定の茶師にのみ許可されていた覆下栽培が近隣のほかの農民にも認められるようになり、特権に守られてきた茶師たちを追い詰めることになった。そこに、宗円による煎茶製法の開発と煎茶の流行によって強い刺激が与えられた。後の玉露の発明にもつながり、宇治茶業の再生だけでなく、日本茶の質的向上に大きく貢献したのであった。
しかし、青製煎茶製法の開発は宗円一人の功績ではないという見方もある。宇治や近江などにおいて宗円の製法に近いものがあったという記録もある。大石 (1983) によると、蒸製煎茶が14世紀から存在した可能性もある。いずれにせよ、宗円のものはその中でも完成度が高く、商品としての煎茶の価値を見出した点で大きな意味を持つ。